# Смирновка (Магдагачинский район)
Смирновка — упразднённое село в Магдагачинском районе Амурской области России.

## География
Урочище находится в центральной части Амурской области, на левом берегу реки Амур, на расстоянии примерно 131 километра (по прямой) к юго-востоку от посёлка городского типа Магдагачи, административного центра района. Абсолютная высота — 218 метров над уровнем моря.

## История
Название происходит от фамилии первого поселенца — Смирнова Фёдора Михайловича.
По данным 1926 года в селе имелось 26 хозяйств (24 крестьянского типа и 2 прочих) и проживал 131 человек (73 мужчины и 58 женщин). В национальном составе населения преобладали русские. В административном отношении входило в состав Смирновского общества Тыгдинского района Зейского округа Дальневосточного края.
Исключено из учётных данных в 1974 году как фактически не существующее.